# Curtea de Argeș
Pour les articles homonymes, voir Arges.
Curtea de Argeș (prononciation roumaine: [ˌkurte̯a de ˈard͡ʒeʃ] signifiant « la Cour d'Argeș » ; appelée Curté d'Argis dans certains textes français) est une ancienne capitale de la principauté de Valachie, située en Roumanie, sur la rive droite de l'Argeș (issu d'une vallée des Alpes de Transylvanie, dans les monts Făgăraș). La voie de chemin de fer de Pitești à Col de Turnu Roșu y passe. Elle fait partie du județ d'Argeș.
Le monastère de Curtea de Argeș abrite la nécropole des rois de Roumanie des XIXe et XXe siècles.

## Histoire

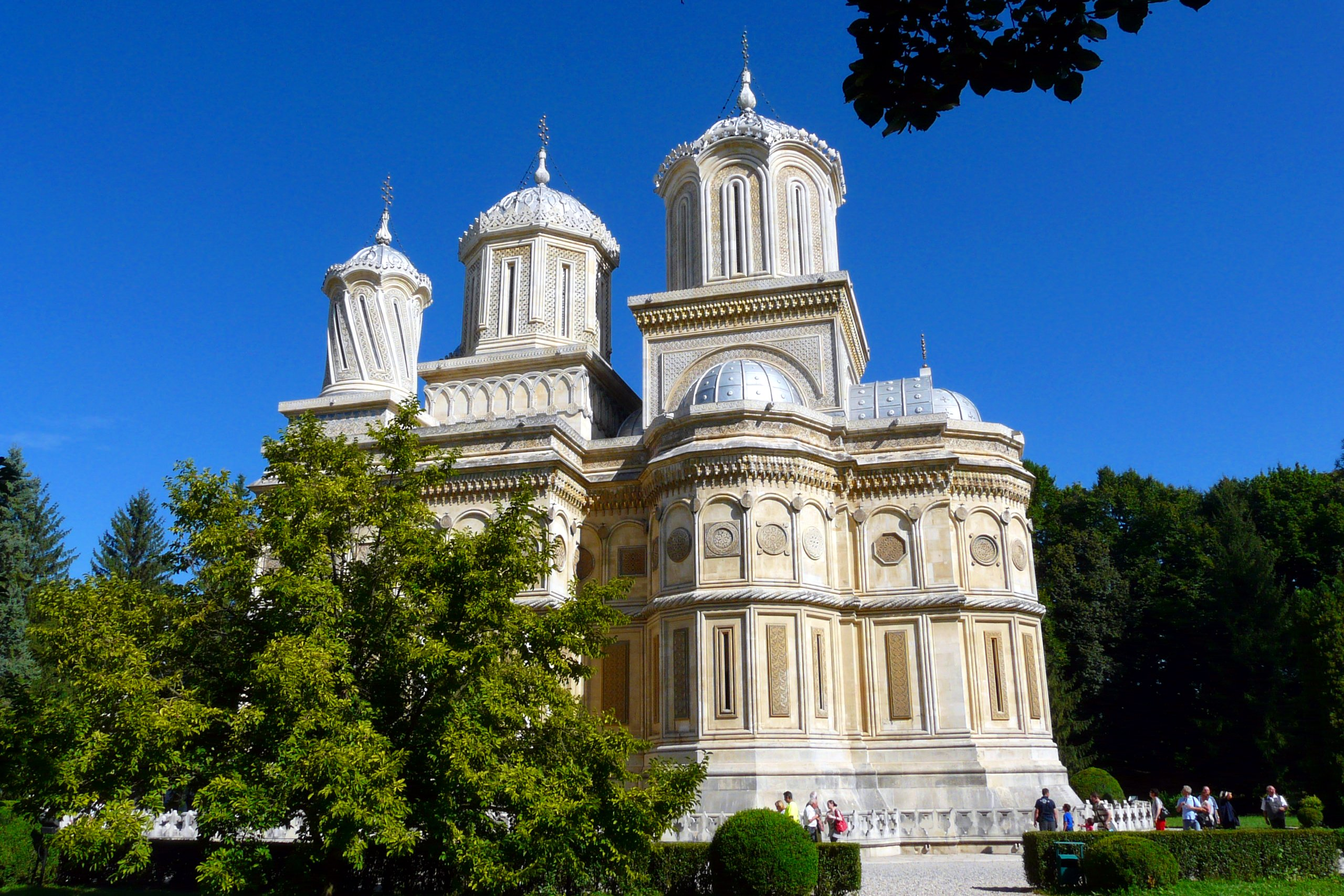
Église épiscopale, princière et royale.

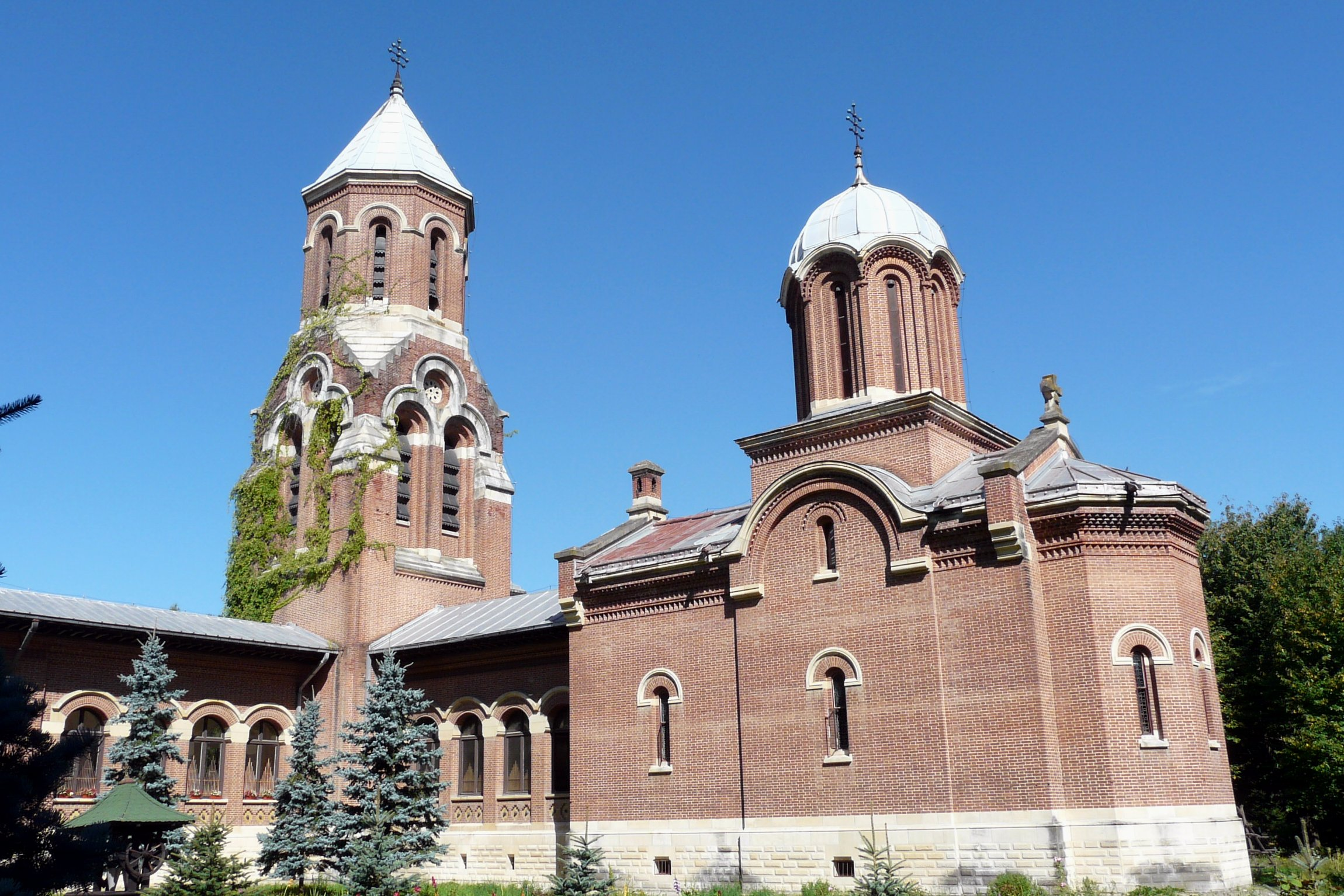
L'église du monastère.

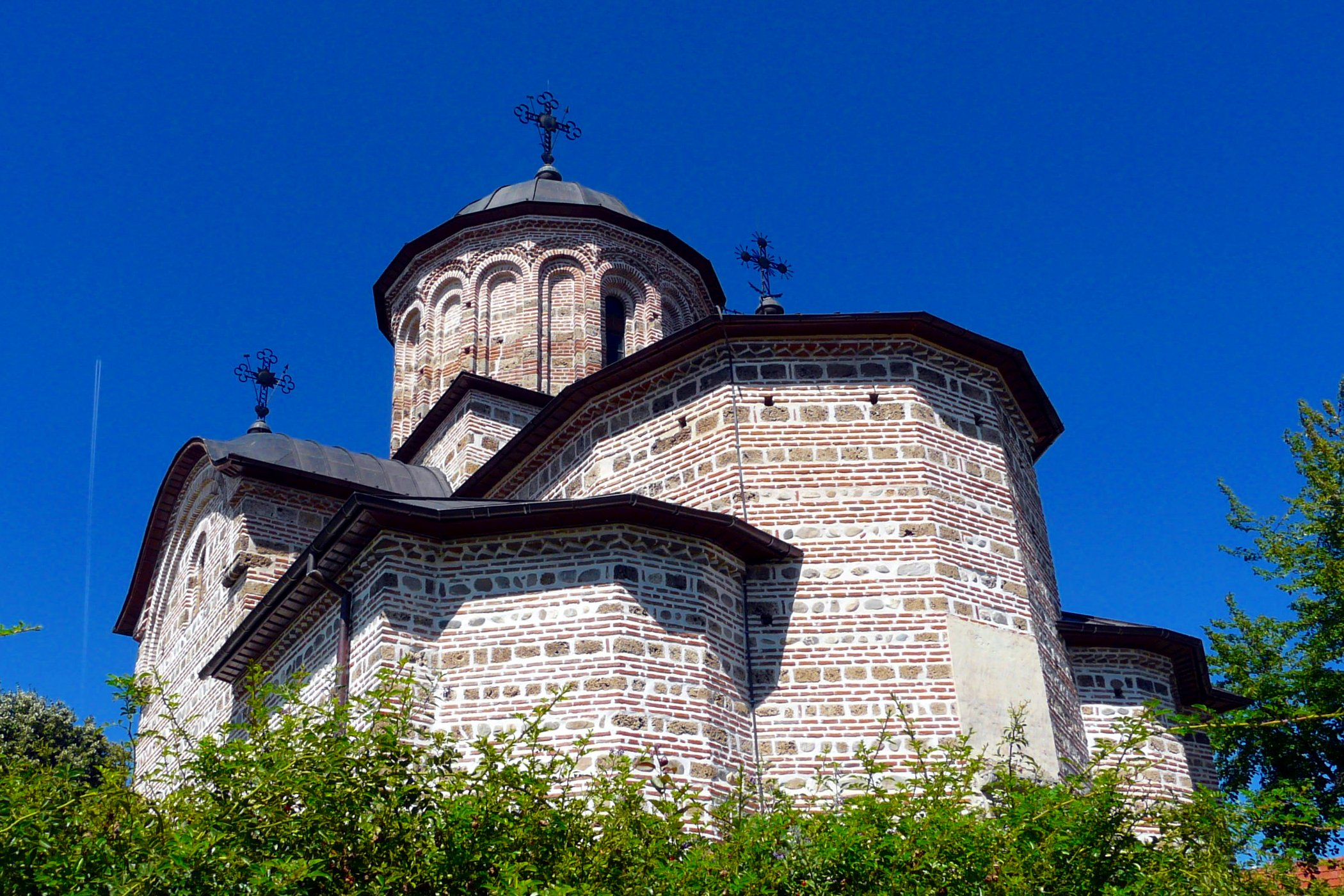
Église Saint Nicolas.

La ville est l'une des plus anciennes de Roumanie. Selon la tradition, elle aurait été fondée au début du XIVe siècle par le prince de Valachie Rodolphe le Noir, et a remplacé sa première capitale Câmpulung. D'où son nom Curtea (la Cour). 
La principale église est l'épiscopale, construite entre 1512 et 1517 par Neagoe Basarab V, l'un des plus importants et des plus visités monuments de Roumanie, également nécropole royale puisqu'elle abrite les tombes des premiers couples de rois et reines de Roumanie. Son architecture extérieure est d'inspiration byzantine, mais a été restaurée au XIXe siècle par André Lecomte du Noüy, un architecte français, entraînant la destruction de la plupart des fresques intérieures d'origine.
Une autre église importante est l'église princière (Biserica Domnească) construite par Mircea l'Ancien, qui a été complètement rénovée en 2003 et 2004. Elle ressemble à une citadelle de pierre, reliée à travers des souterrains à une tour de garde sur la colline avoisinante. La légende attachée à la tragédie du maître d'œuvre, Manole (Emmanuel), a contribué au rayonnement de ce monument. 
La toute petite « église des potiers » (Biserica olarilor) présente de belles fresques extérieures.
Les ruines du palais princier sont toujours visibles. Celui-ci est mentionné dans le récit la Princesse Chiajna (Doamna Chiajna) d'Alexandru Odobescu.
Comme toute la Roumanie, Curtea de Argeș a subi les conséquences des régimes dictatoriaux carliste, fasciste et communiste de février 1938 à décembre 1989, mais connaît un renouveau avec la démocratie depuis 1990. 
Durant la dictature communiste, la ville a en effet végété sur le plan touristique car le régime décourageait la pratique religieuse, la nostalgie du passé et voulait éviter que la nécropole royale ne devienne un lieu de rassemblement de dissidents mais, après la libération de 1989, le tourisme a pris un grand essor, les hôtels se sont multipliés et les principaux monuments ont été restaurés.

## Démographie
Lors du recensement de 2011, 94,44 % de la population se déclarent roumains (5,0 % ne déclarent pas d'appartenance ethnique et 0,56 % déclarent appartenir à une autre ethnie).

## Politique
| Parti | Parti                           | Sièges |
| ----- | ------------------------------- | ------ |
|       | Parti social-démocrate (PSD)    | 9      |
|       | Parti national libéral (PNL)    | 4      |
|       | Alliance 2020 USR-PLUS (PSD)    | 3      |
|       | Parti Mouvement populaire (PMP) | 2      |
|       | Pro Romania (PRO)               | 1      |

## Monuments de Curtea de Argeş

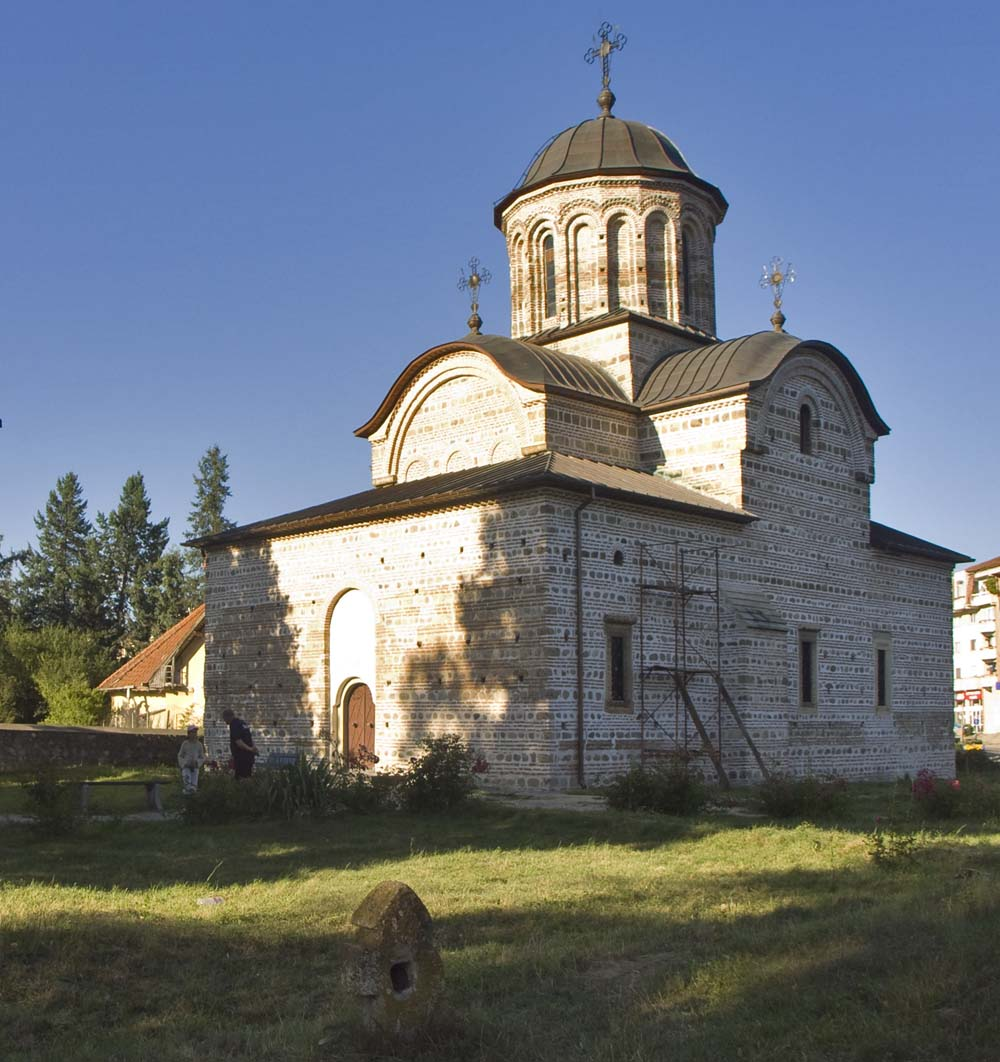
Monastère de Curtea de Argeș.

### Fontaine du maître Manole
Près du monastère se dresse la fontaine du maître Manole, le bâtisseur légendaire, héros malheureux de plusieurs ballades populaires. La légende nous dit que le monastère de Curtea de Argeş restait inachevé car, chaque nuit, les murs élevés dans la journée s’effondraient. Il fallut le sacrifice de l'épouse du maître maçon (emmurée dans l'une des colonnes) pour assurer la pérennité de son œuvre. Au début, elle maudit son mari, mais elle finit par se résigner et avant de mourir, elle bénit son œuvre. Cette légende est identique à celle du « pont d'Arta » en Grèce (chantée dans l'ode Σαράντα μαστορόπουλα des « quarante filles de maîtres maçons »). Une autre légende tragique évoque le prince régnant, Neagoe Basarab, qui, déçu par ce monastère, mit dix maçons dont Manole au défi de bâtir ailleurs un autre monastère beaucoup plus grand et beau que celui-ci. Aveuglés par leur orgueil, les dix maîtres maçons s'engagèrent à ce défi intenable, affirmant que ce serait facile, mais, agacé par leur outrecuidance, Neagoe Basaraba se rendit sur le chantier où ils œuvraient et fit démonter l'échafaudage qui entourait le bâtiment, les bloquant ainsi sur le toit. Pour sortir de ce piège, ils se fabriquèrent des ailes à l'aide de bardeaux, sautèrent et, le deltaplane n'ayant pas encore été mis au point, s'écrasèrent au sol. Une source jaillit à l'endroit où le maître maçon Manole se tua ainsi. La fontaine fut construite à l'emplacement de cette source. Elle fut reconstruite à plusieurs reprises et nous devons le monument actuel à l’évêque érudit Joseph, en 1800.

### Église Saint-Nicolas
L'église Saint-Nicolas et les ruines de la cour royale se trouvent au centre de la ville. Les découvertes archéologiques ont révélé l'existence d'une Cour princière à Argeș dès la seconde moitié du XIIe siècle et une église au début du siècle suivant. Basarab Ier choisit d’y établir la capitale de la principauté de Valachie (qui en 1330 s’émancipa de la tutelle hongroise à la bataille de Posada). Il y fit donc construire la Cour royale et bâtir l’église qui a pour patron Saint Nicolas. La construction de celle-ci s'acheva pendant le règne de Vlaïcou Voda. Cette église est le monument le plus ancien et le plus précieux de Curtea de Argeș. L’équilibre et l’architecture de l’édifice, la peinture d’une grande qualité artistique, les ornements et les pierres tombales témoignent de la vie de la Cour royale de Valachie, indépendante en 1330 mais existant bien avant.
L’ensemble de la Cour royale inclut les fondations des demeures royales du début du XVIe siècle, la tour de l’entrée, édifiée du XIVe au XVIIe siècle, le clocher et une maison traditionnelle du XIXe siècle, les fondations de la première église royale du XIIIe siècle et les murailles d’enceinte du XVIIIe siècle. 
Le plan en croix grecque inscrite respecte le modèle classique byzantin. La peinture intérieure date de l’époque de Vlaicu Voda, mais il y a également des fragments de fresque du XVIIIe siècle. Longtemps une nécropole, elle abrite le tombeau de Vlaicu Voda, dans lequel on a trouvé nombre d’attestations archéologiques du XIVe siècle, une d’entre elles étant la ceinture d’Arges.
L’ensemble est inscrit sur la liste des monuments historiques (AG-II-m-A-13647) et dans la liste indicative UNESCO grâce à la valeur des fresques et de son architecture.

### Église Saint-Nicolas-le-Petit
L’église Saint-Nicolas ou « église Saint-Nicolas-le-Petit » (nom utilisé par les autochtones pour la distinguer de l’église royale Saint-Nicolas) a été bâtie sur une haute colline au début du XIVe siècle, étant probablement la chapelle de la première Cour royale. Sa fondation est attribuée, selon la tradition populaire, soit à Marghita, la femme du légendaire Negru Vodă, soit à Clara, la femme du voïvode Nicolae Alexandru. Son architecture est typique de l’art byzantin dans les Balkans. Le plan de l’église est rectangulaire, divisé en nef et pronaos, limité a l’est d’une abside semi-circulaire ; celle-ci est accompagnée de deux absidioles. La haute tour en briques qui domine les alentours, était utilisée non seulement pour abriter les cloches, mais aussi comme beffroi et poste d’observation et de communication entre celle-ci et la tour-donjon de la cité Poienari. La communication était assurée par un système de flambeaux qui signalaient l’approche des ennemis jusqu’à une distance de 25 kilomètres. Il y avait jadis un tunnel, aujourd’hui à demi accessible, qui faisait la liaison entre cet édifice et l’église royale Saint-Nicolas. 

### Maison mémorial Norocea
Dumitru Norocea est né le 21 septembre 1880 dans le village Bolboasa Bolboşilor, dans le Județ de Gorj. Il est l’aîné d’une famille d’Olténie avec neuf enfants. Peintre et restaurateur, il a aidé à la réhabilitation des fresques de l’église royale Saint-Nicolas. Sur le mur du Nord de la nef, il a découvert une inscription contenant l’année du trépas de Basarab I le Fondateur. On lui attribue aussi le mérite d’avoir introduit dans le pays la technique de la mosaïque. Entre les années 1922 et 1923, il s’est fait construire une maison qui héberge depuis 1969 l’exposition ethnographie et d'art populaire du Musée Curtea de Argeş, comportant 12 000 pièces. La collection inclut des objets liés aux métiers pratiqués dans les environs, des costumes populaires, des coutures et des tissus et des objets utilisés dans les foyers d’Argeş. À l’étage il y a une exposition de tableaux du peintre et d'objets lui ayant appartenu.

## Jumelage
- Nevers (France)